# Raboldsgrube
Raboldsgrube ist eine frühe Ansiedlung der Stadt Bad Liebenstein im Wartburgkreis in Thüringen.
Die geographische Höhe des Ortes beträgt 310 m ü. NN.
Die Höfe befinden sich südwestlich von Bad Liebenstein in unmittelbarer Nähe der Erbbegräbnisstätte der Familie von Stein-Liebenstein zu Barchfeld. Erstmals urkundlich erwähnt wurde die Raboldsgrube am 10. August 1330.